# Frankfurter Buchmesse

Ehemaliges Logo bis 2010

Die Frankfurter Buchmesse ist eine internationale Buchmesse, die jährlich im Oktober auf dem Gelände der Messe Frankfurt stattfindet. Sie wurde 1949 vom Börsenverein des Deutschen Buchhandels gegründet. Seit 1976 wurden regionale und thematische Schwerpunkte gebildet; seit 1988 stellt sie in jedem Jahr die Literatur und Kultur eines Gastlandes besonders heraus. Während der Buchmesse werden der Deutsche Buchpreis, der Friedenspreis des Deutschen Buchhandels, der Deutsche Jugendliteraturpreis und viele andere Branchenauszeichnungen verliehen.

## Geschichte

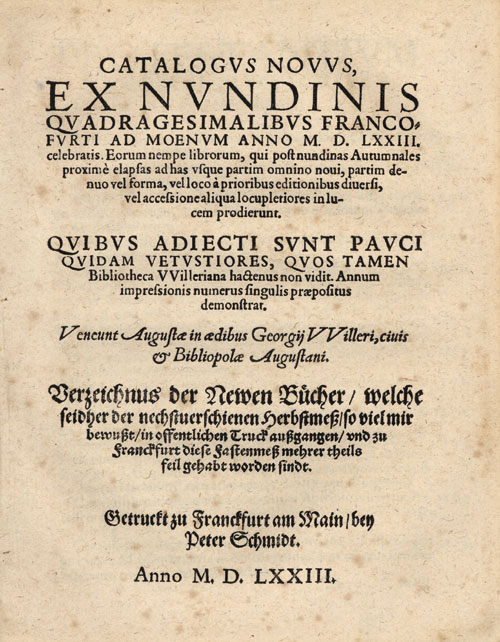
Buchkatalog zur Frankfurter Fastenmesse 1573

Die Frankfurter Buchmesse hat eine mehr als 500-jährige Tradition. Eine Buchmesse in Frankfurt am Main gab es schon in der frühen Neuzeit, nachdem Johannes Gutenberg in Mainz, nur wenige Kilometer von Frankfurt entfernt, den Buchdruck revolutioniert hatte und die Buchdrucker Johannes Fust, Peter Schöffer und Konrad Henckis die Frankfurter Messe zum Umschlagsort des den Handschriftenhandel ablösenden Verlagsbuchhandels machten.
Bis in die Zeit des späten 17. Jahrhunderts blieb Frankfurt am Main die zentrale Buchmesse-Stadt Europas. Die politischen und kulturellen Umwälzungen in Folge der Reformation beeinträchtigten allerdings zunehmend die Geschäfte. Als verhängnisvoll erwies sich vor allem die Zensur durch die Kaiserliche Bücherkommission, die sich als Speerspitze der katholischen Gegenreformation verstand. Frankfurt wurde schließlich von der Leipziger Buchmesse in der Zeit der Aufklärung in seiner Rolle verdrängt. Erst zwei Jahrhunderte später lebte die Buchmesse in Frankfurt infolge der Teilung Deutschlands wieder auf: 205 deutsche Aussteller versammelten sich vom 18. bis 23. September 1949 in der Frankfurter Paulskirche zur ersten Buchmesse der Nachkriegszeit. Schon wenige Jahre später stellten allerdings ausländische Aussteller die Mehrheit; die Frankfurter Buchmesse wurde zur ersten wirklich internationalen Veranstaltung ihrer Art.
Während der Frankfurter Buchmesse werden zahlreiche Preise verliehen. Der Friedenspreis des Deutschen Buchhandels ist dabei der politisch bedeutendste. Daneben gibt es viele weitere Branchenauszeichnungen, teils ernsthafter Art, wie etwa der Deutsche Jugendliteraturpreis oder der getAbstract International Book Award für Wirtschaftsbücher, teils weniger ernsthafter Art, wie der seit 1979 verliehene Diagram-Preis für den ungewöhnlichsten englischsprachigen Buchtitel des Jahres. Seit 2008 gibt es einen entsprechenden Preis für deutschsprachige Titel, die als kurioseste Buchtitel des Jahres ausgezeichnet werden.
Seit 1993 steht die Frankfurter Buchmesse auch für elektronische Medien offen. Die Messe zeigte damit, gegen viele Widerstände im Verband und in der Öffentlichkeit, ein deutliches Zeichen für die künftige Entwicklung der Buchbranche. Seit 2003 stellt sich die Frankfurter Buchmesse zunehmend in den Dienst der Buchvermarktung. Dazu wurden zunächst sieben Präsentationsforen in den verschiedenen Hallen eröffnet. Die Einrichtung des Forum Film & TV diente gleichzeitig der Einbindung neuer Kunden- und Ausstellergruppen. Dieses Prinzip wurde 2011 durch die Einrichtung von HotSpots fortgeführt. Vortragsveranstaltungen finden unter anderem über Hörbücher und das Moderne Antiquariat auch im Übersetzer- und Bibliothekarszentrum statt.
Seit 2005 ist die Frankfurter Antiquariatsmesse angeschlossen, die ab 2019 unter der Bezeichnung Rare Books & Fine Art Frankfurt firmiert. Auch erstmals 2005 wurden eine gemeinsame Branchendarstellung für Zeitschriftenverlage der Fach-, Publikums- und internationalen Presse sowie eine Gemeinschaftsausstellung Spiele & Spielen mit der Spielwarenmesse Nürnberg eingerichtet.
Der mit 37.500 Euro dotierte Deutsche Buchpreis wurde 2005 zum ersten Mal verliehen. Der Preisträger oder die Preisträgerin erhält 25.000 Euro, die übrigen fünf Autoren der engeren Auswahl erhalten jeweils 2500 Euro. Der Deutsche Buchpreis wird jährlich zum Auftakt der Frankfurter Buchmesse im Kaisersaal des Frankfurter Römer verliehen. Erst am Abend der Verleihung erfahren die sechs Autoren, an wen von ihnen der Preis geht.
Der erste Preisträger war Arno Geiger, ausgezeichnet wurde sein Roman Es geht uns gut.
Überlegungen, die Buchmesse von Frankfurt nach München zu verlegen, sorgten 2003 für Verunsicherung. Anlass waren die hohen Kosten für die Standmiete und die Hotels in Frankfurt, insbesondere für kleinere Verlage. Die diesbezüglichen Verhandlungen führten zu einer umfangreichen Diskussion um den Standort der Messe, wurden schließlich jedoch nicht weiter verfolgt.
Die Buchmesse gründete 2006 den „Schwerpunkt Bildung“ mit „Litcam“, einer Literarisierungskampagne, die sich gegen Analphabetismus in Deutschland und in aller Welt wendet. 2007 wurde in diesem Zusammenhang u. a. ein Kurzgeschichtenprojekt aufgenommen (Who’s on the line? Call for free) von und über Menschen mit Migrationshintergrund.
Die Frankfurter Allgemeine Zeitung gab von 2008 bis 2013 eine kostenlose Buchmesse-Zeitung heraus. Sie erschien täglich mit 24 Seiten und einer Auflage von 40.000 Exemplaren und wurde zusätzlich bereits am Vorabend zum Herunterladen im Format PDF auf der Website des Verlags angeboten. Von 2014 bis 2018 wurde die Buchmesse-Zeitung durch ein Blog ersetzt. Bekannt geworden ist auch das „Buchmesseblog“, das Margarete Stokowski seit 2013 bei der Tageszeitung führt.
Im Jahr 2015 wurde auf Salman Rushdies Präsenz bei der Auftaktpressekonferenz seitens der iranischen Regierung mit einer offiziellen Teilnahmeabsage reagiert, einige Verlage mit Sitz in Iran waren dennoch mit einem Stand vertreten, wenn auch nicht direkt neben dem großen offiziellen Stand, der leer blieb. Erstmals gab es ein neues Messekonzept ohne die Halle 8, die traditionell den angelsächsischen Verlagen vorbehalten war; ihre Stände wurden auf die Hallen 6 und 4.2 verlegt.
2016 wurde der Bereich „The Arts+“ in Halle 4.1 neu in das Programm der Messe aufgenommen, in der – in räumlicher Nähe zu den Ausstellern von Künstlerbüchern und zur Antiquariatsmesse und neben einer angeschlossenen Konferenz – auf 2000 Quadratmetern Ausstellungsfläche künstlerische Inhalte und Geschäftsmodelle sowie Konzepte rund um die Themen virtuelle Realität und 3D-Druck gezeigt wurden.
Im Jahr 2018 fand die 70. Frankfurter Buchmesse vom 9. bis 14. Oktober statt. Die Kreativwirtschaftsmesse „The Arts+“ wies 3000 Teilnehmer aus. Neu im Programm war das „Bookfest“ im Frankfurt Pavilion, das auf dem Messegelände und in der Stadt Frankfurt etwa 25.000 Teilnehmer anzog. Da sich 2018 auch die Verkündung der Allgemeinen Erklärung der Menschenrechte zum 70. Mal jährte, nahm die Buchmesse offiziell vielfach hierauf Bezug, unter anderem mit der Kampagne „On the same page“, die für Meinungs- und Pressefreiheit eintrat. Im Vorfeld der Messe hatte der Börsenverein eine Marktstudie veröffentlicht, der zufolge die Zahl der Buchkäufer in Deutschland von 2012 bis 2018 um 6,1 Millionen zurückgegangen wäre. Während der Messe wurde daher vorwiegend über den Medienwandel und den damit verbundenen Verlust der Stellung des Buches als Leitmedium diskutiert.
Bei der Buchmesse, die vom 16. bis 20. Oktober 2019 stattfand, war es den Verlagen gestattet, an den Publikumstagen am Wochenende Bücher zum preisgebundenen Ladenpreis zu verkaufen. Die Zahl der Privatbesucher stieg um 9,2 Prozent auf 157.695, die der Fachbesucher um 1,9 Prozent im Vergleich zum Vorjahr. Insgesamt waren es 300.000 Besucher.
Ein Schwerpunkt der Messe war der Abruf von Audio- und Videoinhalten, wozu ein „Audio Areal“ eingerichtet wurde. Der US-amerikanische Abrufvideoanbieter Netflix kündigte auf der Messe drei neue Serien an, und das Webradio detektor.fm präsentierte sich zu seinem zehnjährigen Bestehen am Rande der Kreativmesse „The Arts+“ als „Podcast-Radio“. Das „Literary Agents & Scouts Centre (LitAg)“ und die „Publishers Rights Corner“ waren wegen der Modernisierung der Halle 6 und dem Wegfall der dortigen dritten Ebene erstmals in der Festhalle untergebracht.
Wegen der COVID-19-Pandemie gab es im Jahr 2020 keine Stände von Ausstellern in den Messehallen. Die Planung für Präsenzveranstaltungen in den Messehallen wurden abgesagt, nachdem sich gezeigt hatte, dass die meisten ausländischen Aussteller nicht hätten anreisen können. Stattdessen wurde gemeinsam mit der ARD ein Bühnenprogramm in der Frankfurter Festhalle auf dem Messegelände inszeniert. Im übrigen Stadtgebiet fanden kostenfreie Lesungen auf einem „Bookfest City“ statt, für die Kunden sich vorab registrieren mussten, geplant waren etwa 80 Veranstaltungen, die durch das „Bookfest digital“ ergänzt wurden. Der Rechtehandel der Verlage wurde digital abgewickelt; die dafür geschaffene Plattform wird es auch darüber hinaus geben. Die Kulturstaatsministerin des Bundes Monika Grütters (CDU) sagte 4 Millionen Euro Fördermittel aus dem Corona-Konjunkturprogramm „Neustart Kultur“ zu, vor allem für kostenfreie digitale Angebote, die während der Messezeit live im Internet gestreamt wurden. Am Fachbesucherprogramm konnte man nach Anmeldung teilnehmen. So hat die Frankfurter Buchmesse bei ihrer größtenteils digitalen Variante zwei Drittel des vormaligen Besuchsaufkommens für die Online-Veranstaltungen gewinnen können. Rund 200.000 Menschen nutzten nach Angaben der Buchmesse die virtuellen Veranstaltungen und professionelle Angebote auf buchmesse.de, mit dem „Bookfest digital“ erreichten die Veranstalter über Facebook 1,5 Millionen Nutzer. Im vergangenen Jahr haben rund 300.000 Gäste das Frankfurter Messegelände besucht. Die Festakte zum Deutschen Buchpreis und zum Friedenspreis des Deutschen Buchhandels wurden live im Rundfunk übertragen; sie wurden jedoch, wie auch die Eröffnungsveranstaltung, ohne Publikum vor Ort durchgeführt. Die Präsentation der Gastländer wurde um ein Jahr verschoben.
Vom 20. bis 24. Oktober 2021 fand die Frankfurter Buchmesse in einem kleinen Rahmen unter dem Motto re:connect als Präsenz- und Online-Veranstaltung statt. Als erste größere Veranstaltung der Branche versammelten sich insgesamt 2013 Aussteller in den Messehallen und online; 36.000 Fach- und 37.500 Privatbesucher kamen in die Messehallen, wo ein weitreichendes Hygienekonzept umgesetzt worden war. Wie auch die Buchmesse abschließend einräumte, wurde der Messebetrieb überschattet von der Entscheidung, wiederum Verlage der Neuen Rechten zur Messe zuzulassen, was zu intensiven Diskussionen führte.
Die 74. Buchmesse vom 19. bis 23. Oktober 2022 war die erste vollständig in Präsenz durchgeführte Veranstaltung seit Beginn der COVID-19-Pandemie. Sie fand in einem im Vergleich zu den Vorjahren sehr reduzierten Umfang mit nur 4000 Ausstellern und 180.000 Besuchern statt. Die Fachbesuchertage wurden auf die beiden ersten Ausstellungstage beschränkt, und ab dem Freitag war das allgemeine Publikum zum Besuch zugelassen. Während aller Privatbesuchertage konnten Bücher auf der Messe gekauft werden. Im Mittelpunkt der Diskussionen stand der russische Angriffskrieg gegen die Ukraine, wegen dessen russische Verlage ausgeladen worden waren. Die ukrainischen Verlage konnten sich auf einem 100 Quadratmeter großen Stand mit Bühne präsentieren. Am Samstag gab es zahlreiche Veranstaltungen mit ukrainischen Autoren. Zum ersten Mal gab es auf dem Messegelände ein Awareness-Team, bei dem die Buchmesse mit dem Bund für Antidiskriminierungs- und Bildungsarbeit zusammenarbeitete. Besucher, die sich diskriminiert fühlten, hatten die Möglichkeit, sich direkt an das Team zu wenden, um Hilfe zu erlangen.
Die 75. Buchmesse vom 16. bis 22. Oktober 2023 stand im Lichte der Auseinandersetzung mit dem Antisemitismus. Unmittelbar vorausgegangen war der Terrorangriff der Hamas auf Israel. Bei der Eröffnungsveranstaltung wurde Olaf Scholz (SPD) von Kulturstaatsministerin Claudia Roth (Grüne) vertreten, weil er kurzfristig zum Staatsbesuch nach Israel reiste. Der slowenische Philosoph Slavoj Žižek löste einen Eklat aus, weil er in seiner Eröffnungsrede gefordert hatte, nicht nur das Selbstverteidigungsrecht Israels zu betonen, sondern auch die Perspektive der Palästinenser in den Blick zu nehmen. In Zwischenrufen während seiner Eröffnungsrede wurde ihm vorgeworfen, er relativiere damit die Gewalt der Hamas. Žižek widerlegte diese Vorwürfe und kritisierte die Ausladung Adania Shiblis als Zensurkultur. Die Verleihung des LiBeraturpreises an die palästinensische Schriftstellerin Adania Shibli war schon im Vorfeld wegen der Ereignisse in Israel auf unbestimmte Zeit verschoben worden, was vom PEN Berlin kritisiert wurde. Das Blaue Sofa fand erstmals nicht auf dem Messegelände statt, sondern im Rahmen des Lesefestivals Open Books an einem Abend in der Deutschen Nationalbibliothek. ARD, ZDF und 3sat schlossen sich erstmals zu einer gemeinsamen „Lesebühne“ im Forum der Messe zusammen. Der Friedenspreis des Deutschen Buchhandels war dem Autor Salman Rushdie zugesprochen worden. Geschäftlich wuchs vor allem der Rechtehandel im „Literary Agents & Scouts Centre“ (LitAg).
Für die 76. Frankfurter Buchmesse vom 16. bis 20. Oktober 2024 stand erstmals die digitale Plattform Frankfurt Connect zur Verfügung, auf der das Aussteller- und das Veranstaltungsverzeichnis mit einer Vernetzungsmöglichkeit verbunden wurden. Im Zeichen der Nachhaltigkeit standen der 2021 eingeführte weitgehende Verzicht auf den traditionellen roten Teppichboden, mit dem die Messehallen früher vollständig ausgelegt wurden; nur die wichtigsten Wege wurden noch mit einer Auslegeware markiert, die erstmals aus einem wiederverwertbaren Material bestand. Auf der Agora wurde freies Trinkwasser angeboten, das die Besucher in selbst mitgebrachte Flaschen abfüllen konnten, um den Abfall aus Wegwerfbehältern zu vermeiden. Neu waren das „Zentrum Wort“ in Halle 4.1 für das Thema „Literatur und Übersetzungen“ sowie die „Asia Stage“ in Halle 5.1. Erstmals war auch dem Genre New Adult die eigene Halle 1.2 gewidmet. Während der Messe wurden 3300 Veranstaltungen durchgeführt, meist auf Englisch. Die Eintrittskarten für das allgemeine Publikum wurden erstmals ausschließlich online angeboten und waren begrenzt. Aussteller- und Besucherzahlen blieben „weit vom Niveau vor der Coronapandemie entfernt.“ An den Fachbesuchertagen gab es deutlich weniger Besucher als am Wochenende, weil die Buchmesse keine Freikarten mehr an Aussteller ausgegeben hatte und die Eintrittskosten viermal höher lagen als an den Publikumstagen. Es fehle an einem tragfähigen Konzept für die Messe. Für kleinere Verlage habe sich der Auftritt oft nicht gelohnt, schrieb die Frankfurter Allgemeine Zeitung. An den 93 Veranstaltungen, die im Rahmen des Lesefestivals Open Books während der Buchmesse in Frankfurt stattfanden, nahmen insgesamt rund 13.000 Besucher teil.

Eindrücke von der Frankfurter Buchmesse
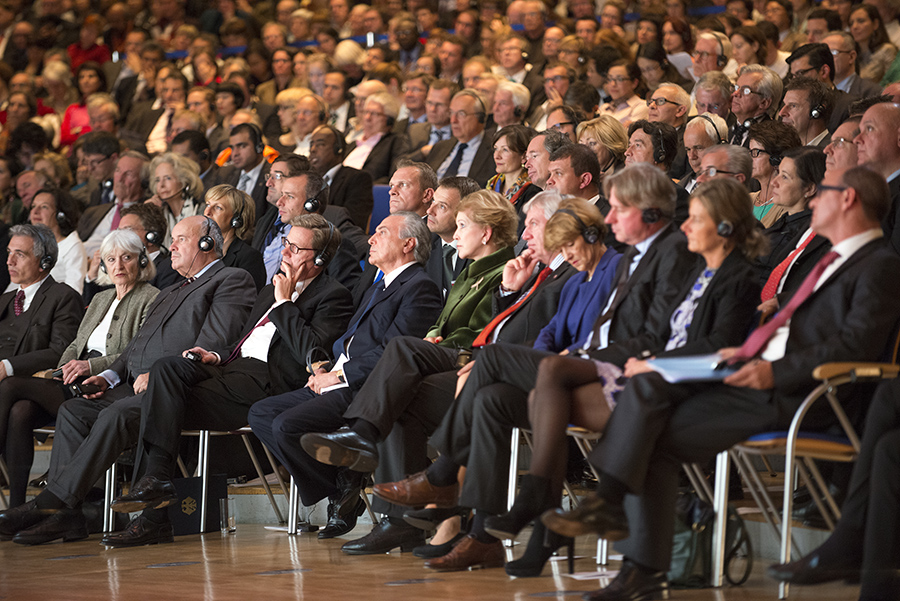
Eröffnung der Messe (2013)
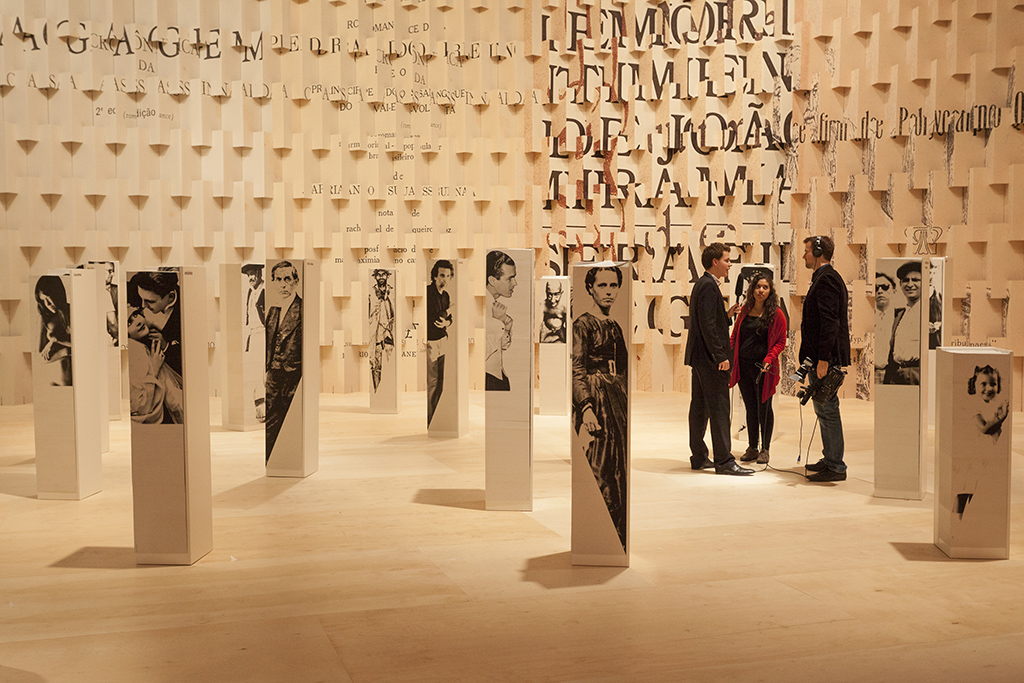
Pavillon des Gastlands Brasilien (2013)
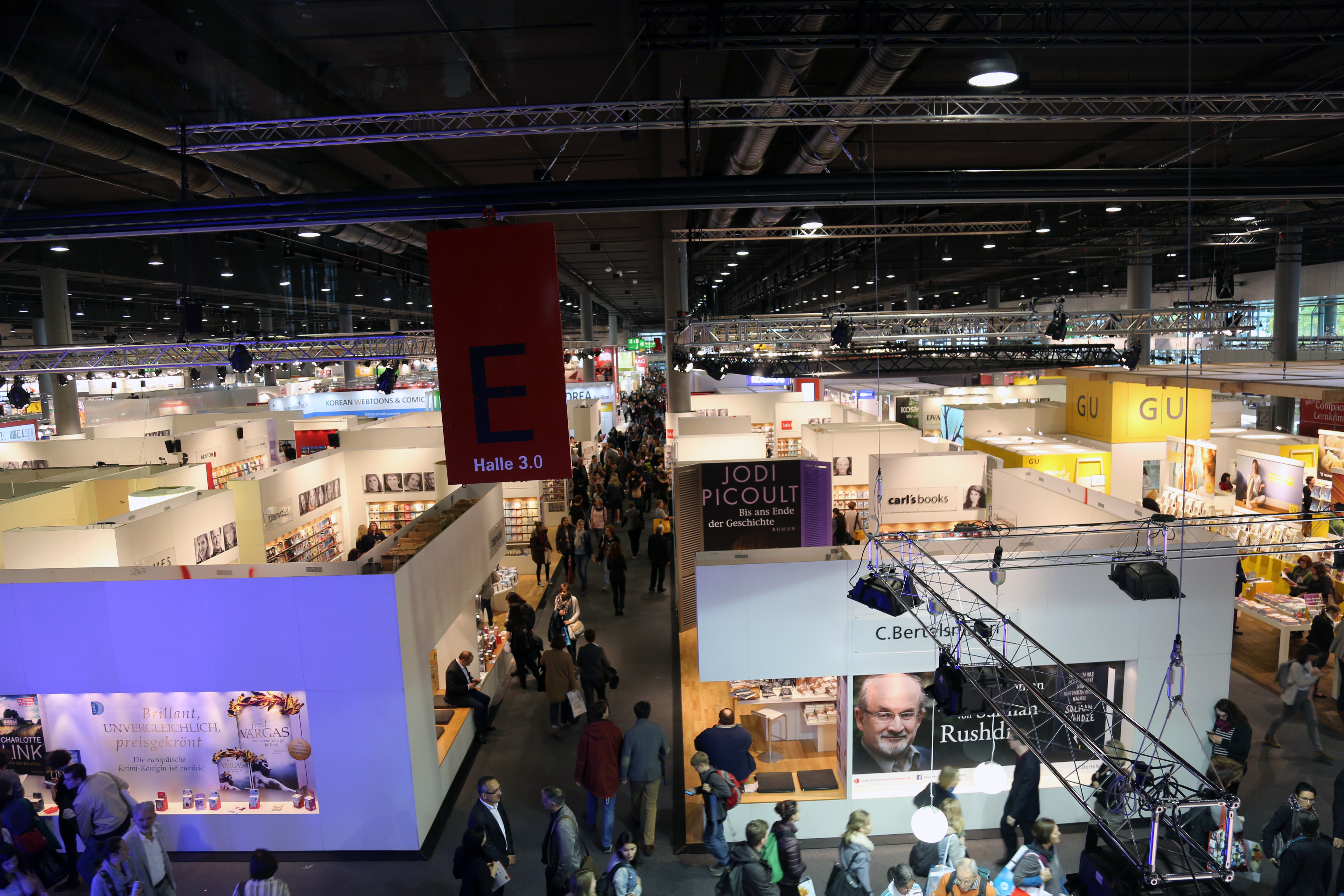
Halle 3.0 (2015)
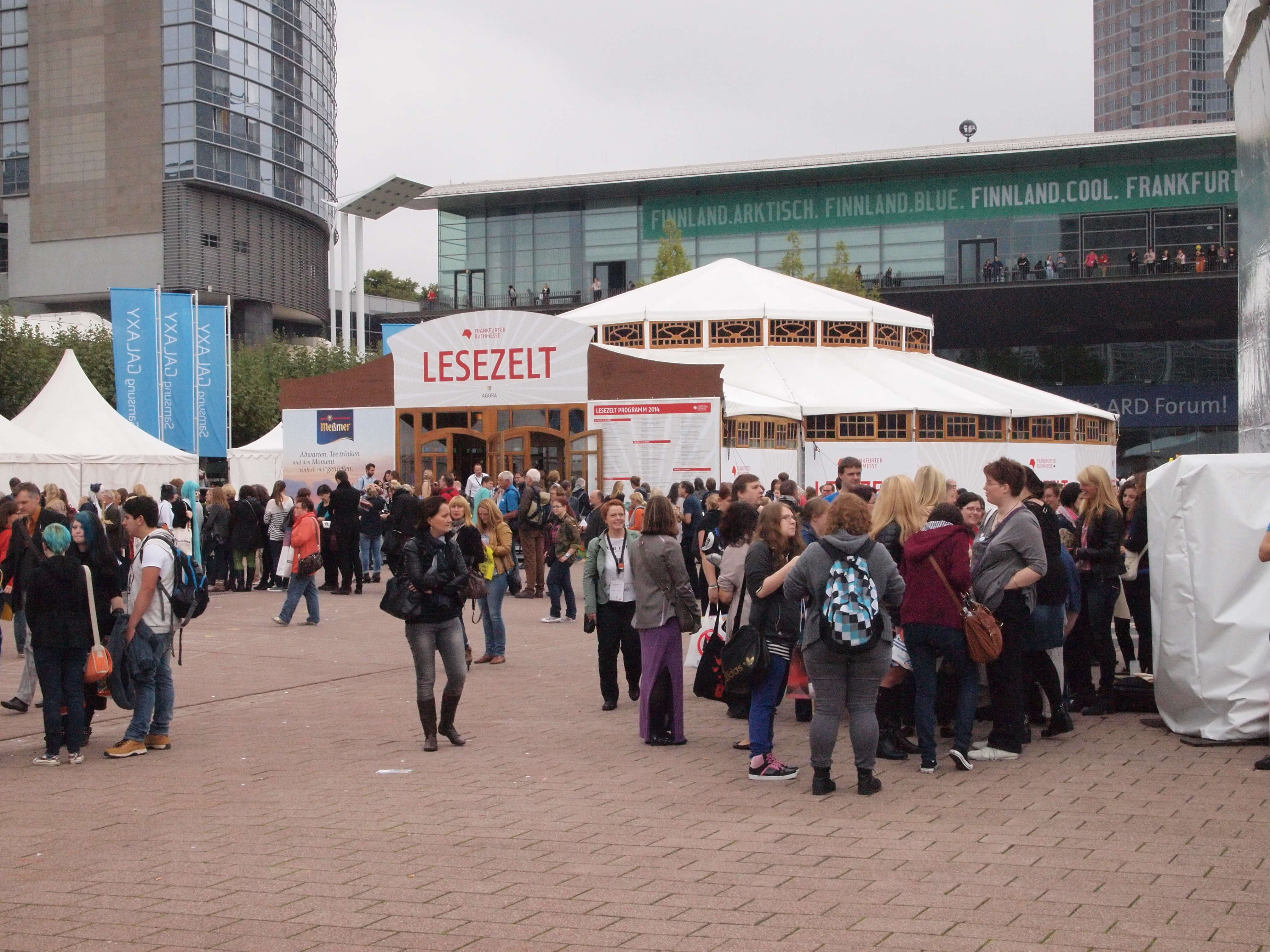
Außenbereich mit Lesezelt (2014)
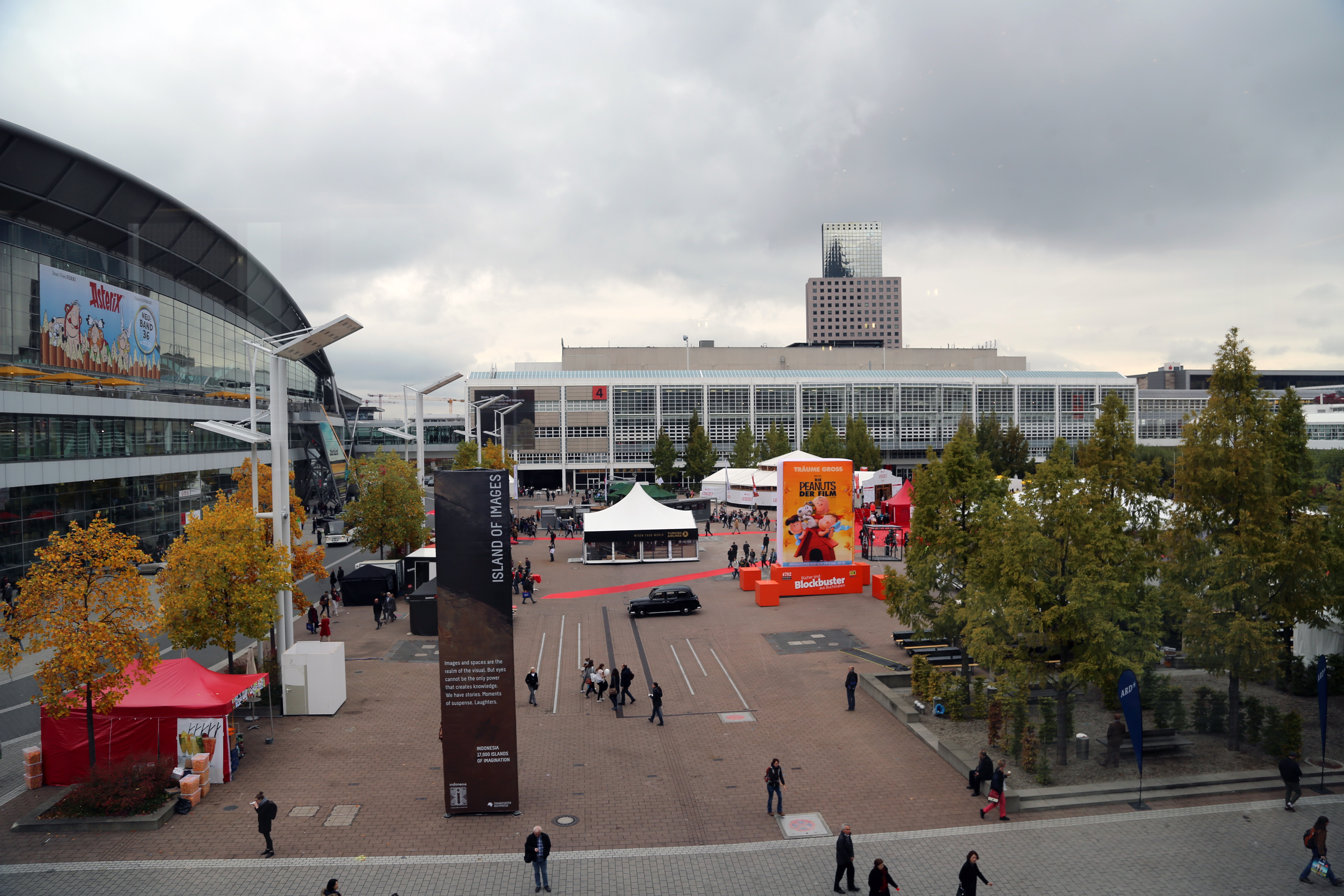
Außenbereich („Agora“, 2015)
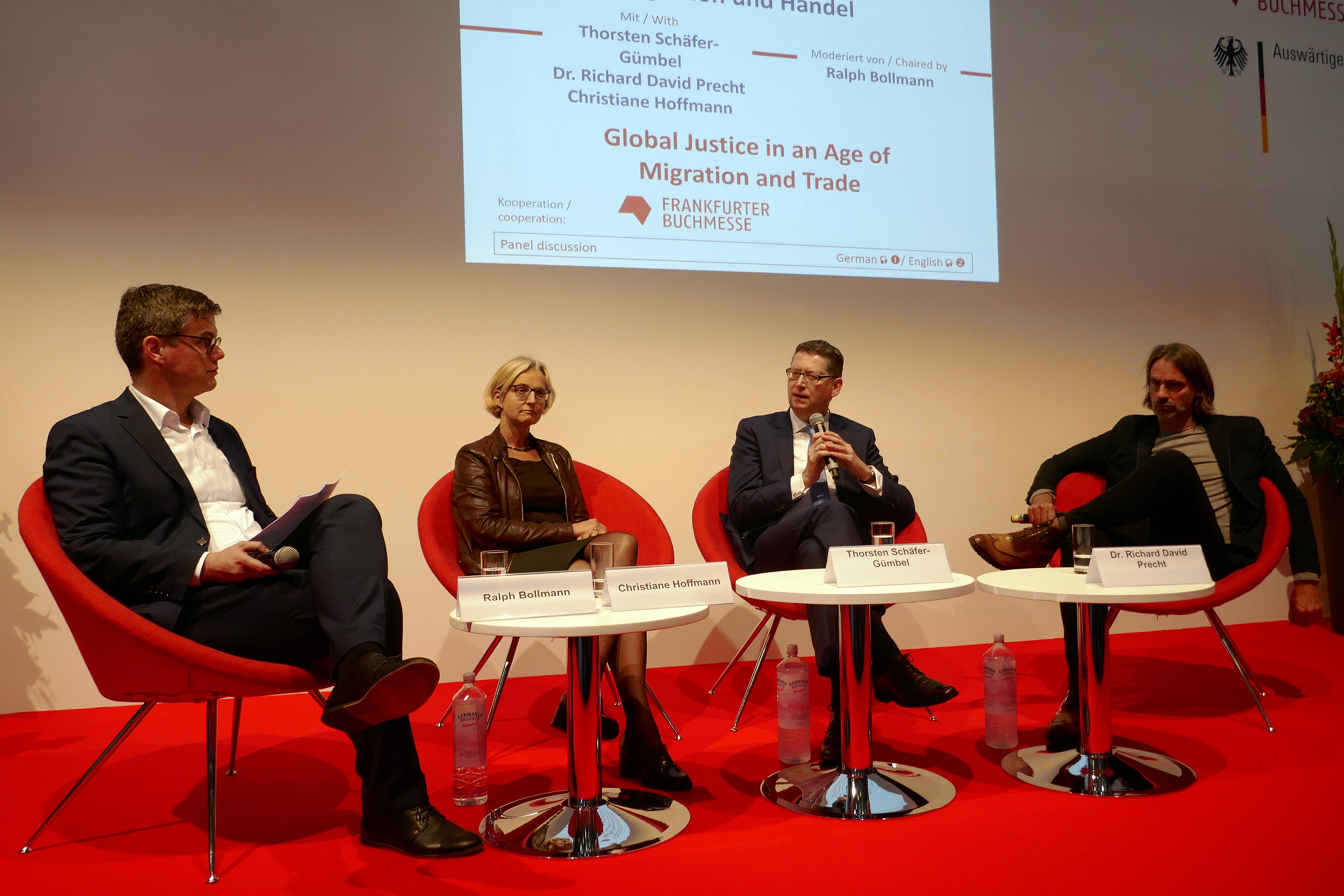
Politische Diskussion (2017)
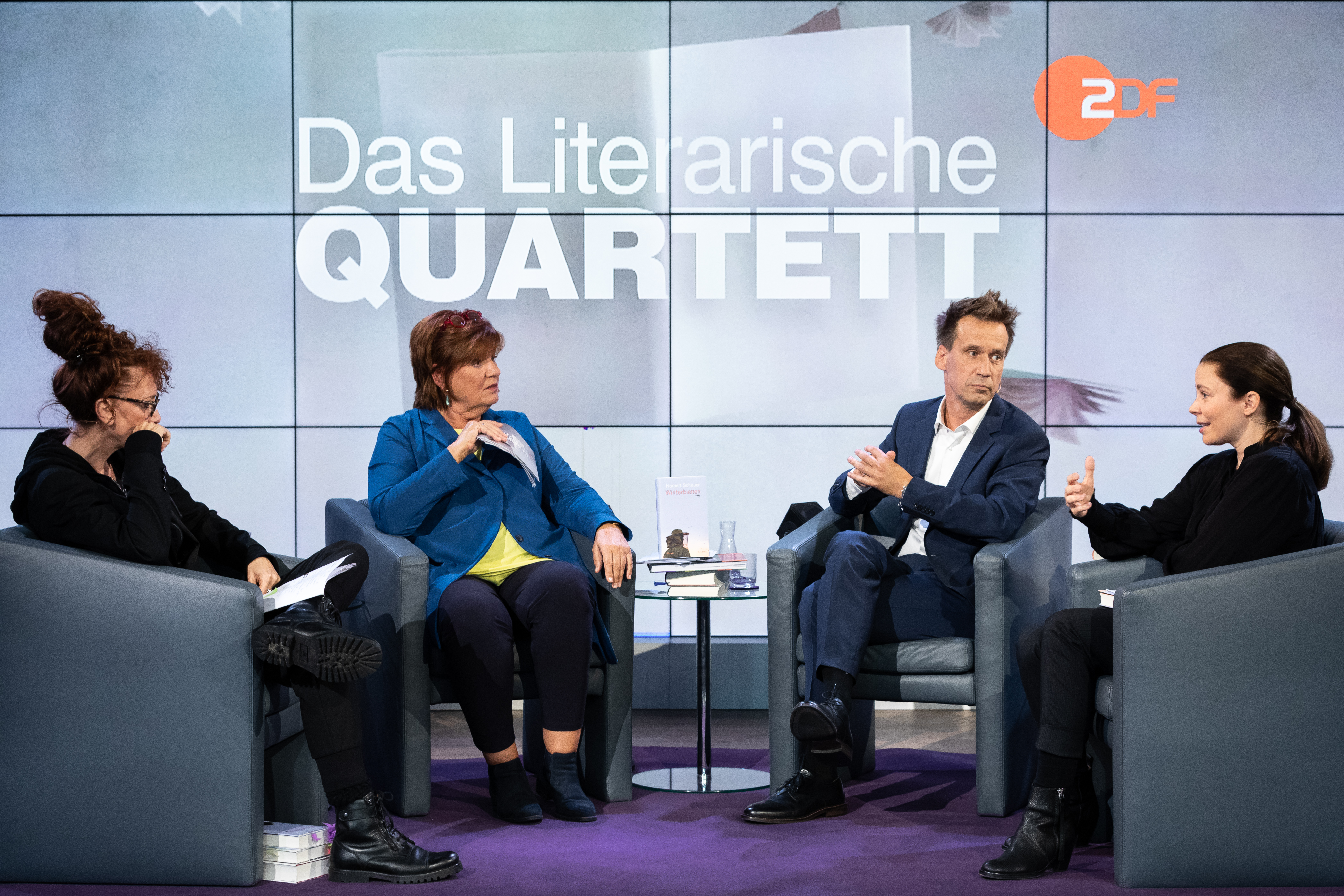
„Das Literarische Quartett“ (2019)
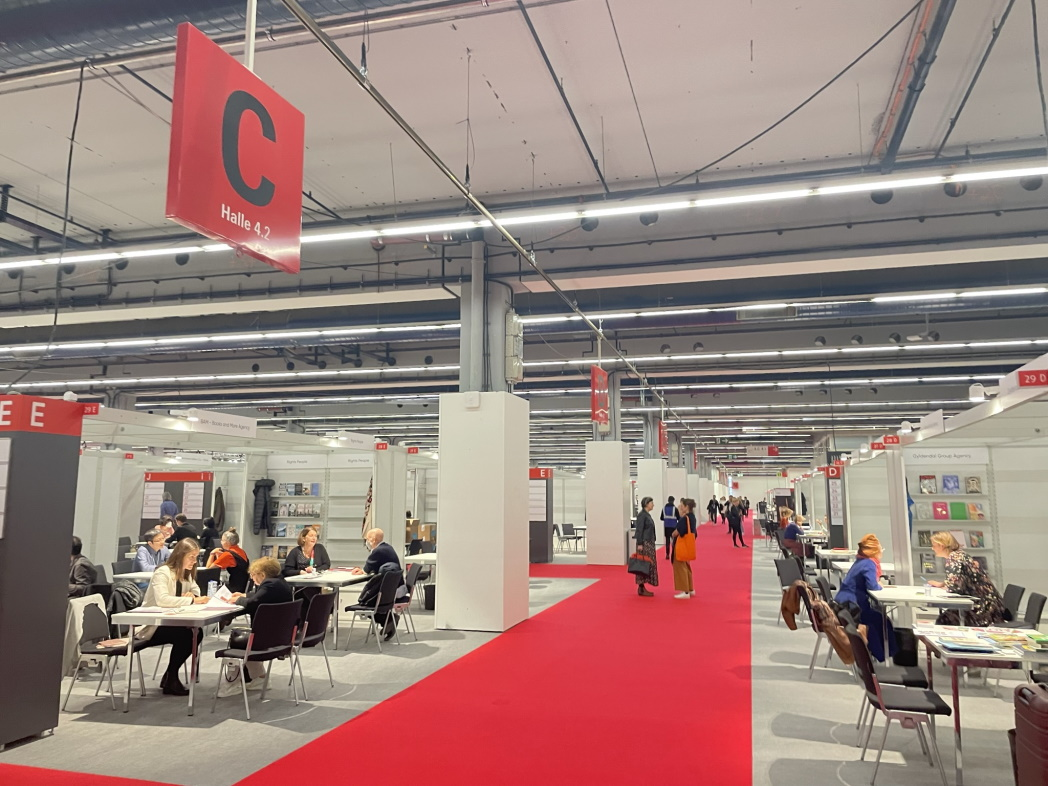
Literary Agents & Scouts Centre (2022)
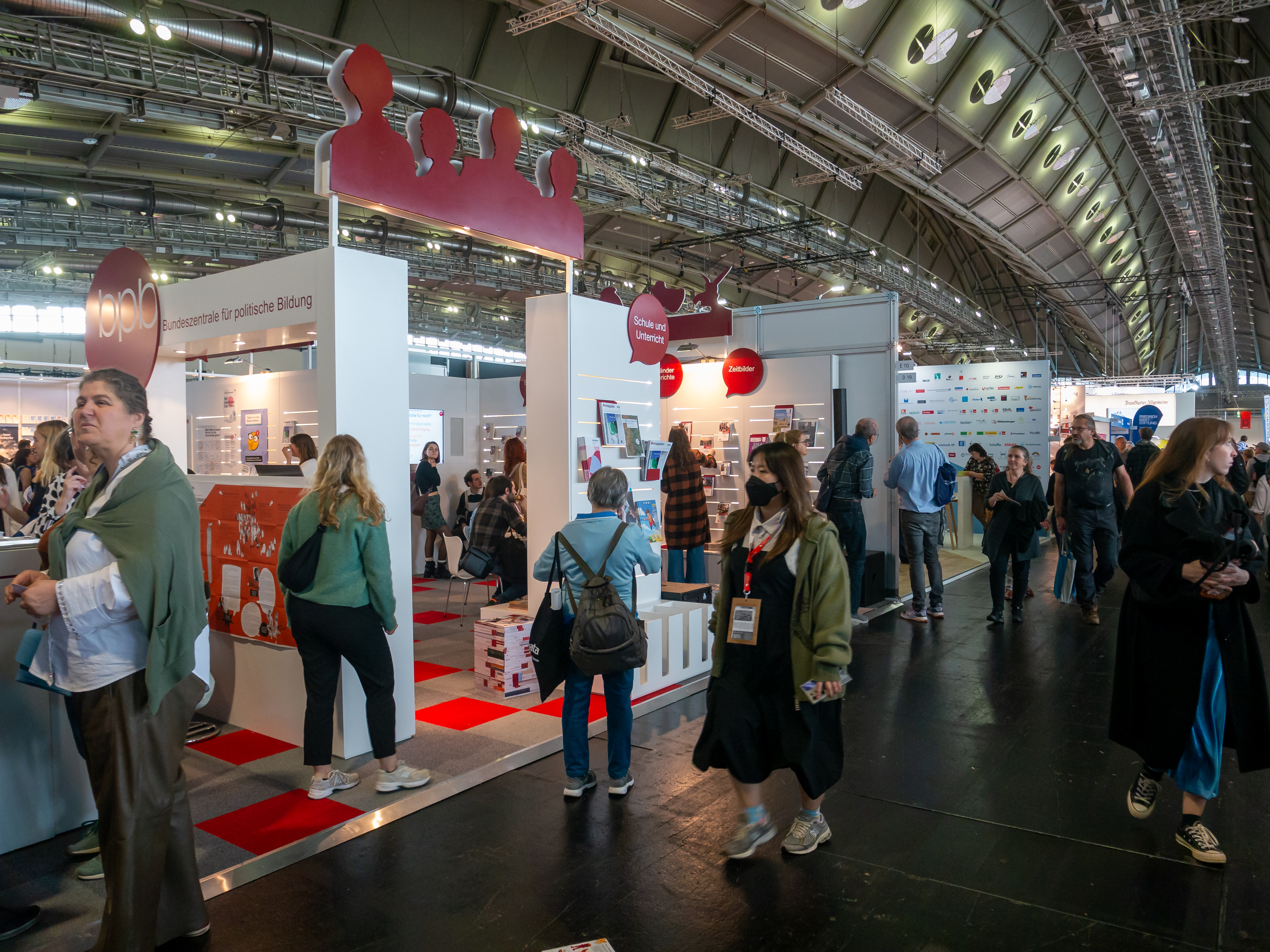
Bundeszentrale für Politische Bildung in Halle 3.1 (2024)
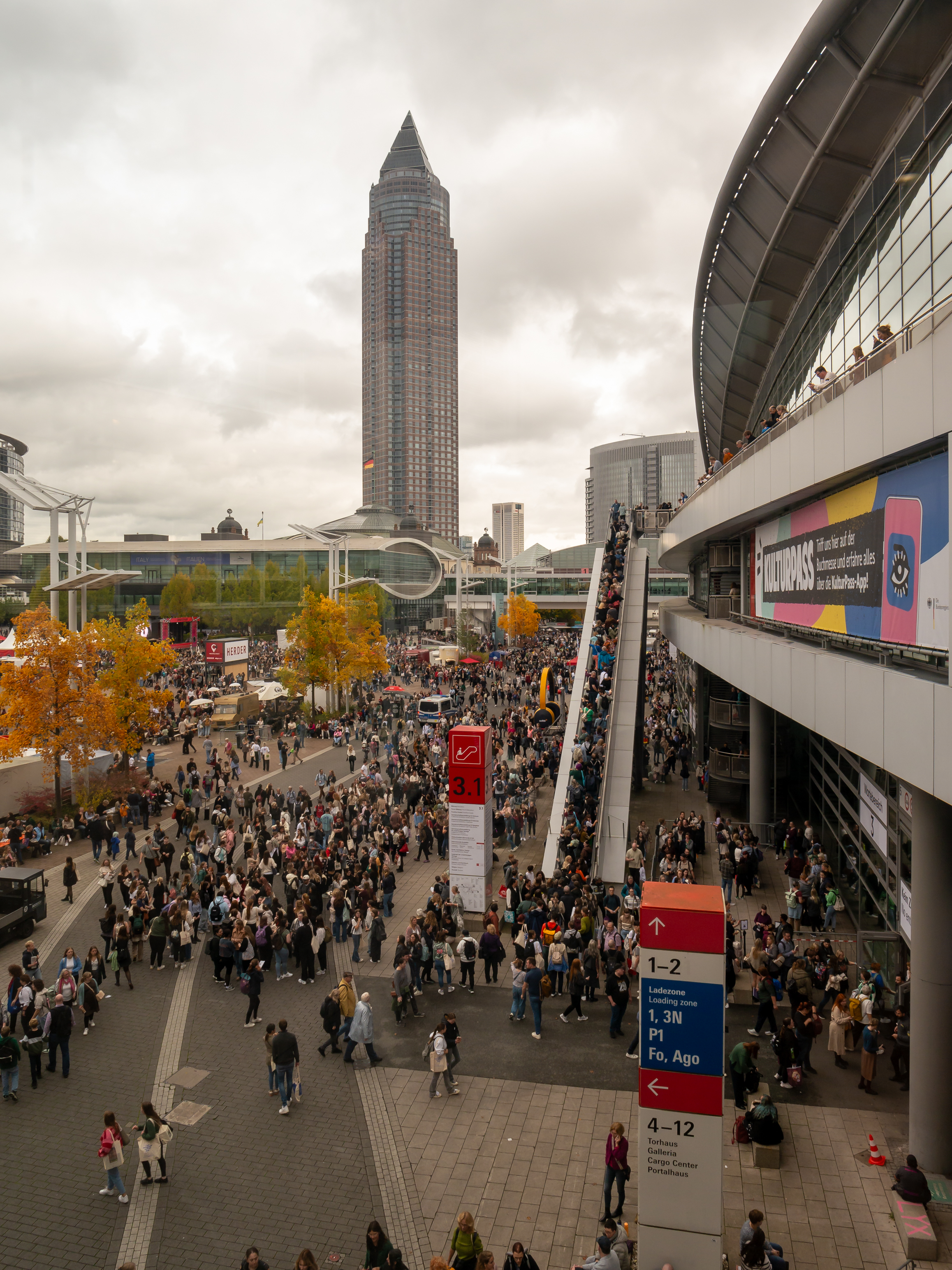
Agora vor Halle 3 (2024)
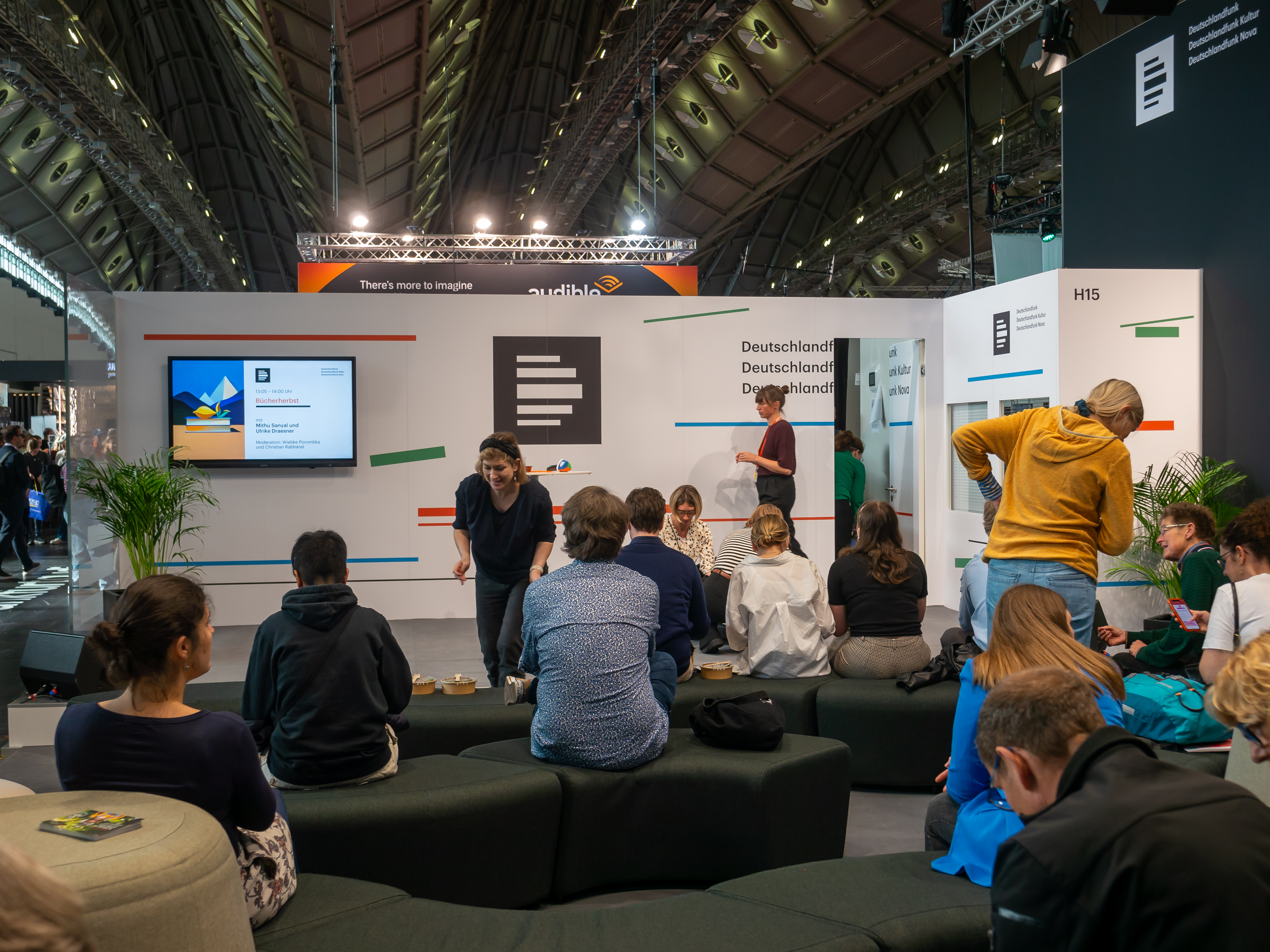
Stand des Deutschlandfunks (2024)

## Funktion der Messe
Die Buchmesse dient als Fachmesse in erster Linie Verlegern, Literaturagenten, Buchhändlern, Bibliothekaren, Wissenschaftlern, Illustratoren, Dienstleistern, Filmproduzenten, Übersetzern, Druckern, Verbänden, Künstlern, Autoren, Antiquaren, aber auch Software- und Multimedia-Anbietern zur Vorstellung ihres Angebots und dem Abschluss von Geschäften. Der Handel mit Buchlizenzen und -rechten findet in einem eigenen Bereich statt.
Dieses sogenannte B2B-Geschäft zwischen Unternehmen steht im Mittelpunkt der Messe, die sich erst in zweiter Linie an das allgemeine Publikum richtet, dem nur an den letzten beiden Messetagen Zugang gewährt wird.
Daneben wird die Messe zunehmend als Produktionsort für Rundfunksendungen genutzt. Hörfunk- und Fernsehsender veranstalten während der Messetage auf einer eigenen Bühne Gesprächssendungen, die vielfach live übertragen oder im Internet abgerufen werden, wie zum Beispiel Das Blaue Sofa des ZDF (bis 2022) oder die Lesebühne von ARD, ZDF und 3sat. Die Bedeutung der journalistischen Angebote spiegelt sich in der großen Zahl akkreditierter Berichterstatter wider. Im Jahr 2016 berichteten rund 10.000 Journalisten von der Messe; darunter waren auch 2.000 Blogger.
Die Frankfurter Buchmesse fördert in Zusammenarbeit mit dem Auswärtigen Amt, dem Goethe-Institut und anderen Institutionen die Übersetzung deutscher Literatur im Ausland. Dazu werden jedes Jahr rund 25 Beteiligungen an Buchmessen in aller Welt organisiert. Zur Übersetzungsförderung wurden seit Anfang der 1990er Jahre in Zusammenarbeit mit dem Goethe-Institut Buchinformationszentren gegründet, die inzwischen allerdings unter der Bezeichnung German Book Office stark in die Vertriebsarbeit der Messe eingebunden sind. Derzeit gibt es ständige Präsenzen in New York, Peking, Moskau, Bukarest und New Delhi. Darüber hinaus existieren Stipendienprogramme wie das vom Auswärtigen Amt finanzierte Einladungsprogramm für Verleger aus Afrika, Asien und Lateinamerika und das Frankfurt Fellowship, das sich an den verlegerischen Nachwuchs richtet. Zum 50. Jubiläum der Buchmesse wurde 1998 das Programm Städte der Zuflucht lanciert, das, unterstützt von der Stadt Frankfurt, verfolgten Schriftstellern für jeweils ein Jahr den Aufenthalt in Frankfurt ermöglicht.
Da die Bekanntgabe des Gewinners des Nobelpreises für Literatur häufig in die Messewoche fällt oder ihr kurz vorausgeht, ist die Buchmesse traditionell auch das erste größere Forum des Verlages, der die Werke des neuen Nobelpreisträgers im Programm hat.

## Leitung der Buchmesse
Von 1949 bis 1957 leitete Wilhelm Müller die Buchmesse, ihm folgte bis 1974 Sigfred Taubert, vorher Leiter der Pressestelle des Börsenvereins und Pressesprecher der Buchmesse. 1975 übernahm Peter Weidhaas den Posten des Buchmesse-Direktors sowie des Geschäftsführers der Ausstellungs- und Messe-GmbH. Er war zuvor Leiter des Ausstellungsreferats der Buchmesse. Peter Weidhaas verfasste einen Band zur Geschichte der Frankfurter Buchmesse sowie zwei Bände einer Autobiographie, dessen zweiter sich mit seiner Zeit bei der Buchmesse beschäftigt.
Nach dem Ende von Weidhaas’ Amtszeit im Jahre 2000 folgte ihm Lorenzo Rudolf, vormals Direktor der Art Basel, im Amt des Buchmesse-Direktors. Sein Nachfolger wurde bereits 2002 Volker Neumann, zuvor Geschäftsführer der Verlagsgruppe Random House. Seit 1. April 2005 ist Juergen Boos Direktor der Frankfurter Buchmesse. Er leitete davor das Marketing im Wiley-VCH Verlag.

## Besucher- und Ausstellerzahlen
| Jahr    | Aussteller | Länder | Besucher A2 | davon Fach- besucher | Länder | Journalisten A3 | Belege              |
| ------- | ---------- | ------ | ----------- | -------------------- | ------ | --------------- | ------------------- |
| 2007    |            |        | 283.293     |                      |        |                 | [ 37 ]              |
| 2008    |            |        | 299.112     |                      |        |                 | [ 37 ]              |
| 2009    | 7.314      | 0100   | 290.469     |                      |        |                 | [ 38 ] [ 37 ]       |
| 2010    | 7.539      | 0111   | 279.325     | 175.311              |        |                 | [ 39 ]              |
| 2011    | 7.384      | 0106   | 280.000     |                      |        |                 | [ 40 ] [ 41 ]       |
| 2012    |            | >100   | 281.753     |                      |        |                 | [ 42 ]              |
| 2013    |            |        | 276.000     | 143.000              |        |                 | [ 43 ]              |
| 2014    |            |        | 269.534     |                      |        | 09.600          | [ 37 ] [ 10 ]       |
| 2015    | 7.100      | >100   | 275.791     | 140.474              |        | 09.900          | [ 10 ]              |
| 2016    | 7.100      | ~100   | 277.000     | 142.300              |        | 10.000          | [ 44 ]              |
| 2017    | 7.300      | 0102   | 286.425     | 142.015              |        |                 | [ 45 ]              |
| 2018    | 7.503      | 0109   | 285.024     | 142.016              |        |                 | [ 12 ]              |
| 2019    | 7.450      | 0104   | 302.267     | 144.572              |        | 10.000          | [ 16 ] [ 46 ]       |
| 2020 A4 | 4.400 A5   | 0103   | 200.000 A6  |                      |        |                 | [ 47 ] [ 48 ]       |
| 2021 A7 | 2.013 A8   | 080    | 073.500 A9  | 036.000              |        | 02.500          | [ 21 ]              |
| 2022    | 4.000      | 095    | 180.000     | 093.000              |        | 06.400          | [ 24 ]              |
| 2023    | 4.100      | 095    | 215.000     | 105.000              | 130    | 07.000          | [ 29 ] [ 49 ] [ 1 ] |
| 2024    | 4.300      |        | 230.000     | 115.000              | 153    | 07.500          | [ 1 ]               |

## Gastländer und deren Themenschwerpunkte

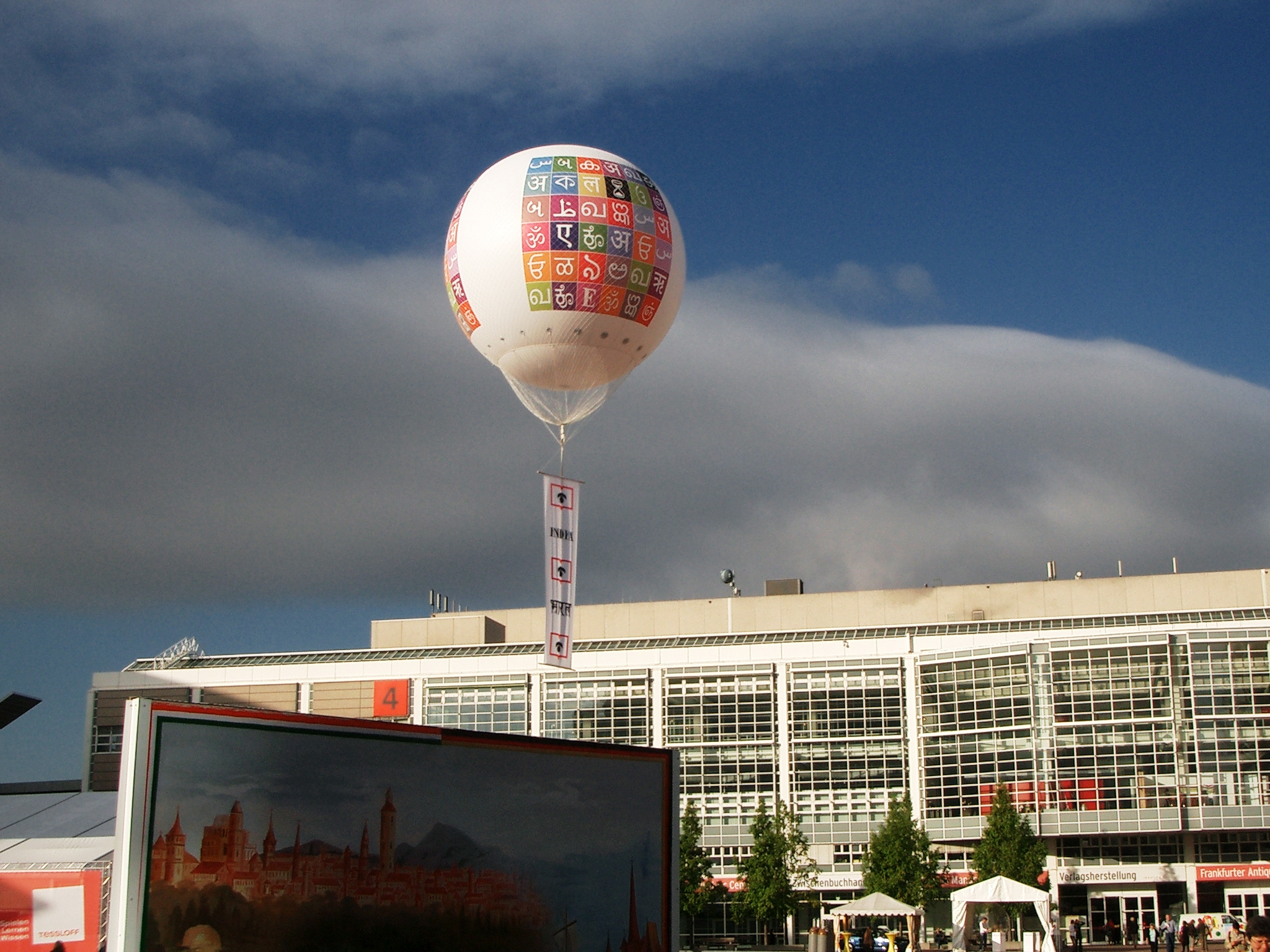
Buchmesse 2006, Ballon mit Schriftzeichen des Gastlandes Indien

Seit 1988 hat die Buchmesse ein Gastland oder eine Gastregion, die einen besonderen Schwerpunkt bildet, den sogenannten Ehrengast. Das Gastland veranstaltet ein kulturelles Rahmenprogramm mit Lesungen, Literaturförderung, Preisverleihungen usw. 2004 hatten ca. 500 von etwa 3.000 Veranstaltungen einen Bezug zur arabischen Welt als Gastregion. Ausstellungen und Lesereisen des Gastlands beginnen vor der Buchmesse und gehen weit darüber hinaus. Indien (1986 und 2006), Brasilien (1994 und 2013), Flandern/die Niederlande (1993 und 2016), Italien (1988 und 2024) und Frankreich (1989 und 2017) waren bisher zweimal Gastland. Ebenso war die Samische Literatur mit den Gastländern Finnland (2014) und Norwegen (2019) zweimal vertreten.
Die Gastländer gestalten jeweils einen eigenen Pavillon zu ihrer Geschichte, Kultur und Literatur. Organisation und Finanzierung ihres Auftritts liegen bei den Ehrengästen.
Vor 1988 gab es an Stelle von Gastländern auch thematische Schwerpunkte.
Wegen der Coronakrise waren die für die Jahre 2020 bis 2023 geplanten Gastlandauftritte um jeweils ein Jahr verschoben worden. Das Gastland Kanada wurde 2020 virtuell präsentiert und war im Jahr 2021 real vertreten.
Das Gastland im Jahr 2022 war Spanien, die Autorin Irene Vallejo und der Autor Antonio Muñoz Molina waren am 18. Oktober als Eröffnungsredner vorgesehen.
| Jahr      | Gastland/Schwerpunkt     | Literatur des Gastlands/Schwerpunkts                                      | Motto                                 |
| --------- | ------------------------ | ------------------------------------------------------------------------- | ------------------------------------- |
| 1976      | Lateinamerika            | Lateinamerikanische Literatur                                             |                                       |
| 1978      | Kind und Buch            | Kinder- und Jugendliteratur                                               |                                       |
| 1980      | Subsahara-Afrika         | Afrikanische Literatur                                                    |                                       |
| 1982      | Religionen               | Religiöse Literatur                                                       |                                       |
| 1984      | George Orwell            | Werke von George Orwell                                                   |                                       |
| 1986      | Indien                   | Indische Literatur                                                        | Wandel in Tradition                   |
| 1988      | Italien                  | Italienische Literatur                                                    | Italienisches Tagebuch                |
| 1989      | Frankreich               | Französische Literatur                                                    | L’Automne français                    |
| 1990      | Japan                    | Japanische Literatur                                                      | Then and Now                          |
| 1991      | Spanien                  | Spanische Literatur                                                       | La Hora de España                     |
| 1992      | Mexiko                   | Mexikanische Literatur                                                    | Ein offenes Buch                      |
| 1993      | Flandern und Niederlande | Belgische und Niederländische Literatur                                   | Weltoffen                             |
| 1994      | Brasilien                | Brasilianische Literatur                                                  | Begegnung von Kulturen                |
| 1995      | Österreich               | Österreichische Literatur                                                 |                                       |
| 1996      | Irland                   | Irische Literatur                                                         | Und seine Diaspora                    |
| 1997      | Portugal                 | Portugiesische Literatur                                                  | Wege in die Welt                      |
| 1998      | Schweiz                  | Schweizer Literatur                                                       | Hoher Himmel – enges Tal              |
| 1999      | Ungarn                   | Ungarische Literatur                                                      | Unbegrenzt                            |
| 2000      | Polen                    | Polnische Literatur                                                       | ©Poland                               |
| 2001      | Griechenland             | Griechische Literatur                                                     | Neue Wege nach Ithaka                 |
| 2002      | Litauen                  | Litauische Literatur                                                      | Fortsetzung folgt                     |
| 2003      | Russland                 | Russische Literatur                                                       | Neue Seiten                           |
| 2004      | Arabische Welt           | Arabische Literatur                                                       | Arabische Welt – Blick in die Zukunft |
| 2005      | Südkorea                 | Koreanische Literatur                                                     | Enter Korea                           |
| 2006      | Indien                   | Indische Literatur                                                        | Today’s India                         |
| 2007      | Katalanische Kultur      | Katalanische Literatur                                                    | Singular I Universal                  |
| 2008      | Türkei                   | Türkische Literatur                                                       | Faszinierend farbig                   |
| 2009      | Volksrepublik China      | Chinesische Literatur                                                     | Tradition & Innovation                |
| 2010      | Argentinien              | Argentinische Literatur                                                   | Kultur in Bewegung                    |
| 2011      | Island                   | Isländische Literatur                                                     | Sagenhaftes Island                    |
| 2012      | Neuseeland               | Neuseeländische Literatur                                                 | Bevor es bei euch hell wird           |
| 2013      | Brasilien                | Brasilianische Literatur                                                  | Ein Land voller Stimmen               |
| 2014      | Finnland                 | Finnische Literatur, Finnlandschwedische Literatur und Samische Literatur | Finnland. Lesen.                      |
| 2015      | Indonesien               | Indonesische Literatur                                                    | 17.000 Inseln der Imagination         |
| 2016      | Flandern und Niederlande | Belgische und Niederländische Literatur                                   | Dies ist, was wir teilen.             |
| 2017      | Frankreich               | Französischsprachige Literatur                                            | Frankfurt auf Französisch             |
| 2018      | Georgien                 | Georgische Literatur                                                      | Georgia—Made by Characters            |
| 2019      | Norwegen                 | Norwegische Literatur und Samische Literatur                              | Norwegen – Der Traum in uns           |
| 2020/2021 | Kanada                   | Kanadische Literatur                                                      | Kanada – Eine einzigartige Vielfalt   |
| 2022      | Spanien                  | Spanische Literatur                                                       | Sprühende Kreativität                 |
| 2023      | Slowenien                | Slowenische Literatur                                                     | Waben der Worte                       |
| 2024      | Italien                  | Italienische Literatur                                                    | Verwurzelt in der Zukunft             |
| 2025      | Philippinen              | Philippinische Literatur                                                  | Fantasie beseelt die Luft             |
| 2026      | Tschechien               | Tschechische Literatur                                                    | Ein Land an der Küste                 |
| 2027      | Chile                    | Chilenische Literatur                                                     | Through the clear skies of literature |

## Kontroversen

### Gastland China (2009)
Die Frankfurter Buchmesse stand wiederholt aufgrund verschiedener Entscheidungen in der Kritik; zunächst im Jahr 2009 wegen der Auswahl des Gastlandes China. Auf einem im Vorfeld der Buchmesse veranstalteten China-Symposium Mitte September verließ ein Großteil der chinesischen Delegation den Saal, nachdem die regierungskritischen Schriftsteller Bei Ling und Dai Qing das Wort ergriffen hatten. Beide waren zuvor auf Druck Chinas ausgeladen worden, jedoch trotzdem angereist. Buchmesse-Direktor Juergen Boos entschuldigte sich daraufhin bei der Delegation und räumte später „unnötige Kompromisse“ bei der Planung der Tagung ein.

### Neurechte Verlage (seit 2017)
Die Teilnahme von Verlagen, die der Neuen Rechten zuzurechnen sind, führte häufig zu Kontroversen. Am 14. Oktober 2017 kam es beim Auftritt rechtsgerichteter Politiker in der Halle 4.2 zu einer Demonstration sowie zu Handgreiflichkeiten, die von der Polizei unterbunden wurden. Die Buchmesse distanzierte sich von jeglicher Gewalt und wies darauf hin, dass sie aufgrund ihrer weltweiten Monopolstellung rechtlich verpflichtet sei, auch solchen Verlagen Zugang zum Ausstellungsbetrieb zu gewähren. In der Folge wurden die Messestände, in deren Umfeld es zu besagten Unruhen kam, für die Messen der Folgejahre in eine Sackgasse am Rande der Halle verlegt. Ein Mitarbeiter des Jungeuropa Verlags bezeichnete die Gasse 2021 als „Arschlochgasse“.
Auch im Jahr 2021 vergab die Buchmesse Ausstellungsflächen an neurechte Verlage. Die Autorin und Internet-Aktivistin Jasmina Kuhnke sagte daraufhin ihren Auftritt auf der Messe aus Angst vor rechtsextremen Angriffen auf ihre Person ab. Buchmesse-Direktor Juergen Boos begründete die Teilnahme rechter Verlage mit der Meinungsfreiheit: „Wir werden immer das ganze Spektrum hier haben, solange sich die Menschen hier zeigen wollen. Aber es muss uns nicht gefallen. Aber es muss möglich sein, weil für uns Meinungsfreiheit, the freedom to publish, das höchste Gut ist.“ Karin Schmidt-Friderichs ergänzte, mit dem Konflikt müsse man leben, er bilde die Gesellschaft ab. Patrick Bahners verteidigte in der Frankfurter Allgemeine Zeitung die Weigerung der Messe, dem Jungeuropa Verlag den Messestand zu kündigen. Die Buchmesse sei keine staatliche Veranstaltung und in Büchern dürfe auch vorgeschlagen werden, die Verfassung Satz für Satz zu ändern oder komplett abzuschaffen.

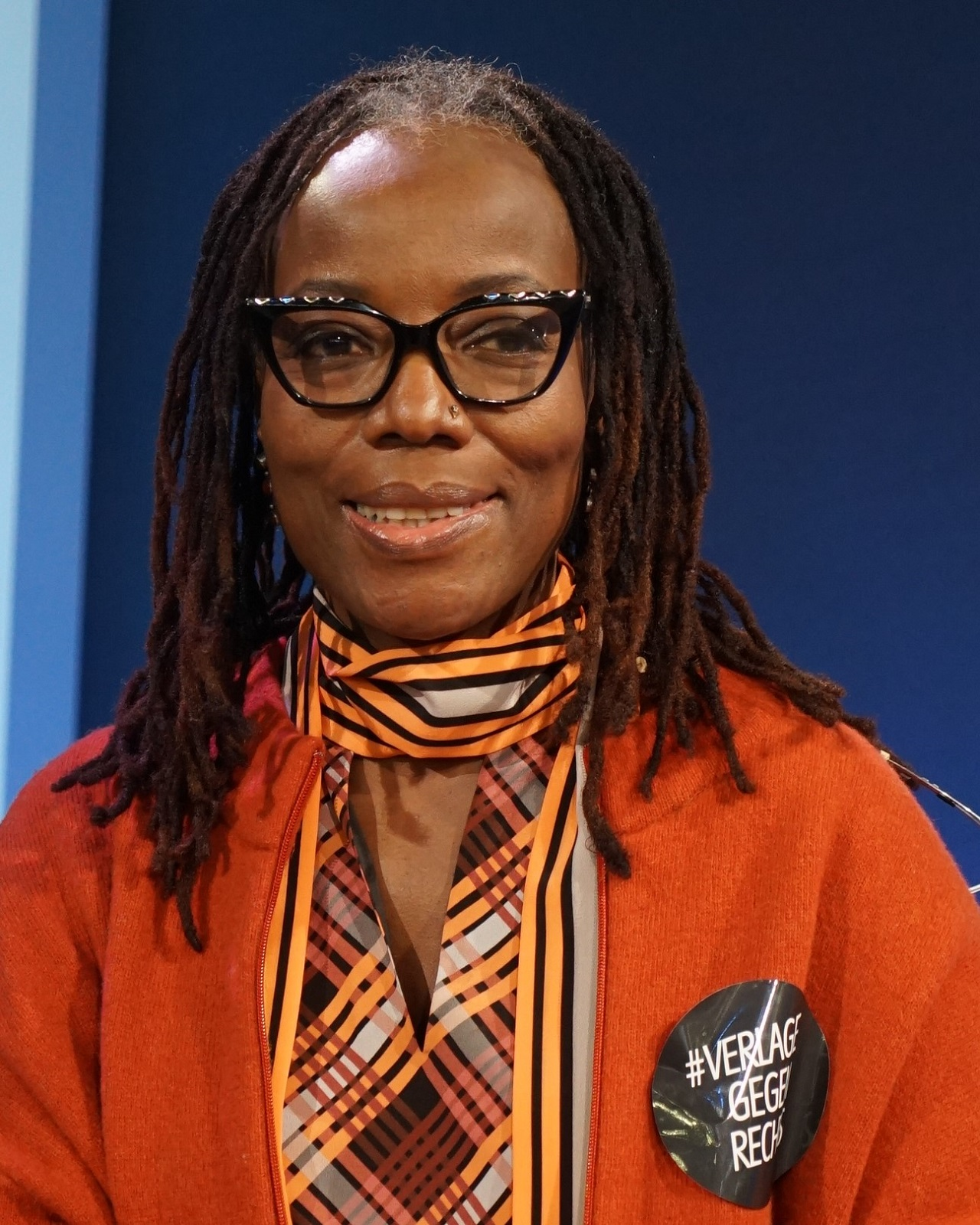
Friedenpreisträgerin Tsitsi Dangarembga mit Sticker #Verlage gegen rechts (2021)

Die Bildungsstätte Anne Frank solidarisierte sich dagegen mit Kuhnke und ließ mitteilen, wer rechten Verlegern auf bürgerlichen Plattformen wie der Frankfurter Buchmesse ein Podium biete, trage zur weiteren Normalisierung und Verbreitung von Menschenhass bei. Weitere Autoren wie Nikeata Thompson, Annabelle Mandeng und Riccardo Simonetti sagten ihre Teilnahme an der Messe aus Solidarität mit Kuhnke ebenfalls ab. Bei der Verleihung des Friedenspreises an Tsitsi Dangarembga in der Paulskirche intervenierte die Frankfurter Kommunalpolitikerin Mirrianne Mahn (Grüne) und wies darauf hin, dass es paradox sei, wenn eine schwarze Frau den Friedenspreis erhalte, während „schwarze Frauen auf der Frankfurter Buchmesse nicht willkommen waren, weil nicht dafür gesorgt wurde, dass sie sich sicher fühlen.“ Doris Akrap kritisierte Kuhnkes Aussage, schwarze Autorinnen seien auf der Buchmesse körperlicher Gefahr ausgesetzt, in der Tageszeitung: „Wäre ihre Behauptung, sie würde auf der Messe ‚gekillt‘ werden, aus einer anderen politischen Richtung gekommen, wäre sie mit Recht als Verschwörungsfantasie gelabelt worden.“
Im Jahr 2024 gab es nur zwei kleine neurechte Verlage auf der Frankfurter Buchmesse, den Karolinger Verlag und den Ahriman-Verlag, was vor allem auf die hohen Kosten zurückgeführt wurde, die mit einem Stand verbunden sind. Man bevorzuge eher die Leipziger Buchmesse, die sich als kooperativer gezeigt habe, und man suche den direkten Kontakt online mit den Lesern.

### Gastland Italien (2024)
Bei dem Ehrengastauftritt Italiens wurden von der rechtspopulistischen Regierung Meloni kritische Schriftsteller diskriminiert. Sie konnten nur auf Einladung anderer auf der Messe auftreten, nicht aber im Rahmen des offiziellen Programms.
Kritisiert wurde auch der Auftritt des Gastlandes in der eigens dafür gestalteten Halle. Der Autor Antonio Scurati verglich den italienischen Pavillon auf einem Podium mit einem „Beerdigungsinstitut“. Die in Italien lebende Journalistin Petra Reski sagte gegenüber dem Börsenblatt: „Der Pavillon ist pathetisch und absolut unitalienisch. Diese Ernsthaftigkeit ist den Italienern eigentlich fremd. Deshalb habe ich mich schon gewundert über die gedrechselten Säulen, über diesen Rückschritt. Wie ich die italienischen Schriftsteller:innen kenne, ist ihnen das auch eher peinlich, ‚imbarazzante‘.“